# هونگ سوک جا
هونگ سوک جا (Hong Sook-ja) (کره‌ای: 홍숙자; هانجا: 洪淑子) یک فعال، سیاستمدار و نویسنده کره جنوبی است. او به عنوان اولین دیپلمات زن کره جنوبی منصوب شد و بعداً اولین کاندیدای زن ریاست جمهوری شد این کار را در اولین انتخابات دموکراتیک کره جنوبی در سال ۱۹۸۷ انجام داد.
او در سال ۱۹۵۵ از دانشگاه دونگ‌گوک و در سال ۱۹۵۸ در دانشگاه بوستون فارغ‌التحصیل شد و در رشته علوم سیاسی و امور بین‌الملل تحصیل کرد. پس از آن برای وزارت خارجه کره سپس در سال ۱۹۶۵ معاون کنسولگری کره در شهر نیویورک شد. او از سال ۱۹۷۹ استاد
دانشگاه دونگ‌گوک و از سال ۱۹۸۶ تا ۱۹۸۸ رئیس شورای بین‌المللی زنان بود.

## آثار برگزیده
- هونگ سوک جا، به سوی مکان مرتفع (کره‌ای: 저 높은 곳을 향하여; هانجا: Jeo nopeun goseul hyanghayeo)، (سئول: Yeobaek Media، ۲۰۰۶).شابک ‎۸۹۵۸۶۶۰۲۳۶.